# Linia kolejowa Bogumiłowice – Komorów Dolny
Linia kolejowa Bogumiłowice - Komorów Dolny - częściowo zlikwidowana linia kolejowa znaczenia miejscowego w województwie małopolskim, łącząca Bogumiłowice z Komorowem. 

## Historia
Linię kolejową z Bogumiłowic do Komorowa wybudowano nieznanym czasie jako linię wąskotorową o prześwicie 750 mm. W nieznanym okresie tor przekuto na rozstaw standardowy, 1435 mm. Ruch towarowy na odcinku Ostrów Parowozownia - Komorów Dolny prowadzono do 1972 roku. W 1975 r. odcinek ten został rozebrany, a pozostałością po nim został nasyp, będący jednocześnie wałem przeciwpowodziowym rzeki Dunajec. Na odcinku tym, w starotorzu linii poprowadzono ścieżkę rowerową Velo Dunajec. Na pozostałym odcinku (Bogumiłowice - Ostrów Parowozownia) do dziś prowadzony jest ruch towarowy do bocznicy Wytwórni Podkładów Strunobetonowych STRUNBET. 